# 克莉希·寇斯坦薩
克莉希·寇斯坦薩（英語：Chrissy Costanza，1995年8月23日—），全名克莉絲蒂娜·妮可拉·寇斯坦薩（Christina Nicola Costanza），是一位意大利裔美國歌手、詞曲作家、音樂製作人、YouTuber和實況主，出生於美國新澤西州，以擔任流行搖滾樂隊逆流而上樂隊的主音以及主詞曲作家而知名。
2011年，就讀高中的寇斯坦薩與友人成立逆流而上樂隊，並翻唱歌曲發佈到YouTube上，因數度與亞歷克斯·古特、山姆·徐等知名翻唱歌手合作而開始獲得關注，並在推出首張專輯《無限》和單曲〈重力〉後一炮而紅，於2015年與唱片公司拉麵工坊簽約，亦在同年進行了第一次世界巡迴演唱會。2017年，她獲拳頭遊戲邀請為遊戲英雄聯盟演唱主題曲〈傳奇永不熄〉，又在2019年演唱該年度的主題曲〈涅槃〉和冠軍隊伍曲〈鳳凰〉，三首歌曲均廣獲好評，在電競界引起熱議。寇斯坦薩除了音樂事業，亦有經營個人YouTube和Twitch頻道，前者主要發佈Vlog、電子競技和美容與化妝教學影片，後者主要進行遊戲直播。2020年，寇斯坦薩獲日本動畫工作室東寶邀請客串聲演《我的英雄學院》角色耳郎響香，以及演唱插曲〈Hero too〉。同年，寇斯坦薩開始多棲發展，在VENN開設個人節目《招待所》，並擔任主持。寇斯坦薩於2024年7月推出首支個人單曲〈在地獄的七分鐘〉。
寇斯坦薩是少數走流行搖滾和流行龐克路線的女歌手，其唱功和獨特的音樂風格廣受好評，曾被《另類新聞》讚揚她的音樂風格是「多變且大膽」，衛星音樂網更評論指她的作品「完美地打破了近四十年都千篇一律的流行搖滾音樂」。而寇斯坦薩的樂隊亦是樂壇上罕見的以女聲主導和混合了流行搖滾及龐克元素的樂團，曾於2016年被英國搖滾音樂雜誌《搖滾之聲》評價為「當前最火的樂隊」，並於2019年獲得「最佳國際藝人」獎項。同時，寇斯坦薩在近年有不少與電子遊戲相關的工作，在電競界曝光率甚高，因此被譽為電競界的代表歌手。

## 生平

### 早年

逆流而上樂隊的樂隊標誌。

克莉希·寇斯坦薩於1995年8月23日在美國新澤西州的一個意大利裔美國家庭出生，有一個相差七歲的弟弟米奇。雖然寇斯坦薩的父母不會唱歌或演奏樂器，但相當熱愛音樂，並鼓勵克莉希和米奇學習音樂，寇斯坦薩因此喜歡上唱歌並希望能組建自己的樂隊。後來，寇斯坦薩入讀位於華盛頓鄉的聖母無玷聖心學校，並在2011年就讀高中時，透過一個共同朋友認識了丹尼爾·高、威廉·費裏和傑瑞米·羅姆帕拉，當時他們三人在籌組樂隊，正缺一個主音歌手，因此寇斯坦薩便答應加入他們，成為後來的逆流而上樂隊。當逆流而上樂隊略有名氣時，寇斯坦薩開始在學校裏被其他同學談論，初時她有些反感，後來漸漸習慣。2013年，寇斯坦薩從高中畢業，考入福坦莫大學加貝利商學院攻讀商科，但於2014年為了專注音樂事業而退學。

### 音樂事業

#### 2011年－2013年：出道與成立樂隊
寇斯坦薩於2011年認識了丹尼爾·高、威廉·費裏和傑瑞米·羅姆帕拉三人，並答應加入他們正在籌組的樂隊。三名男生原本將樂隊命名為「那一樣的日出」（That Same Sunrise），在寇斯坦薩加入後，因他們希望能創出自己的獨特風格，而不像其他本地樂隊跟隨時下知名樂隊的作風，所以寇斯坦薩借用了《大亨小傳》的末句，提出將隊名改為「逆流而上」（Against the Current）。幾個月後，吉他手喬·西蒙斯加入，逆流而上樂隊正式成立。樂隊成立後的第一年並沒有太多活動，只是偶爾相約到威爾家的地牢練習和創作歌曲。 

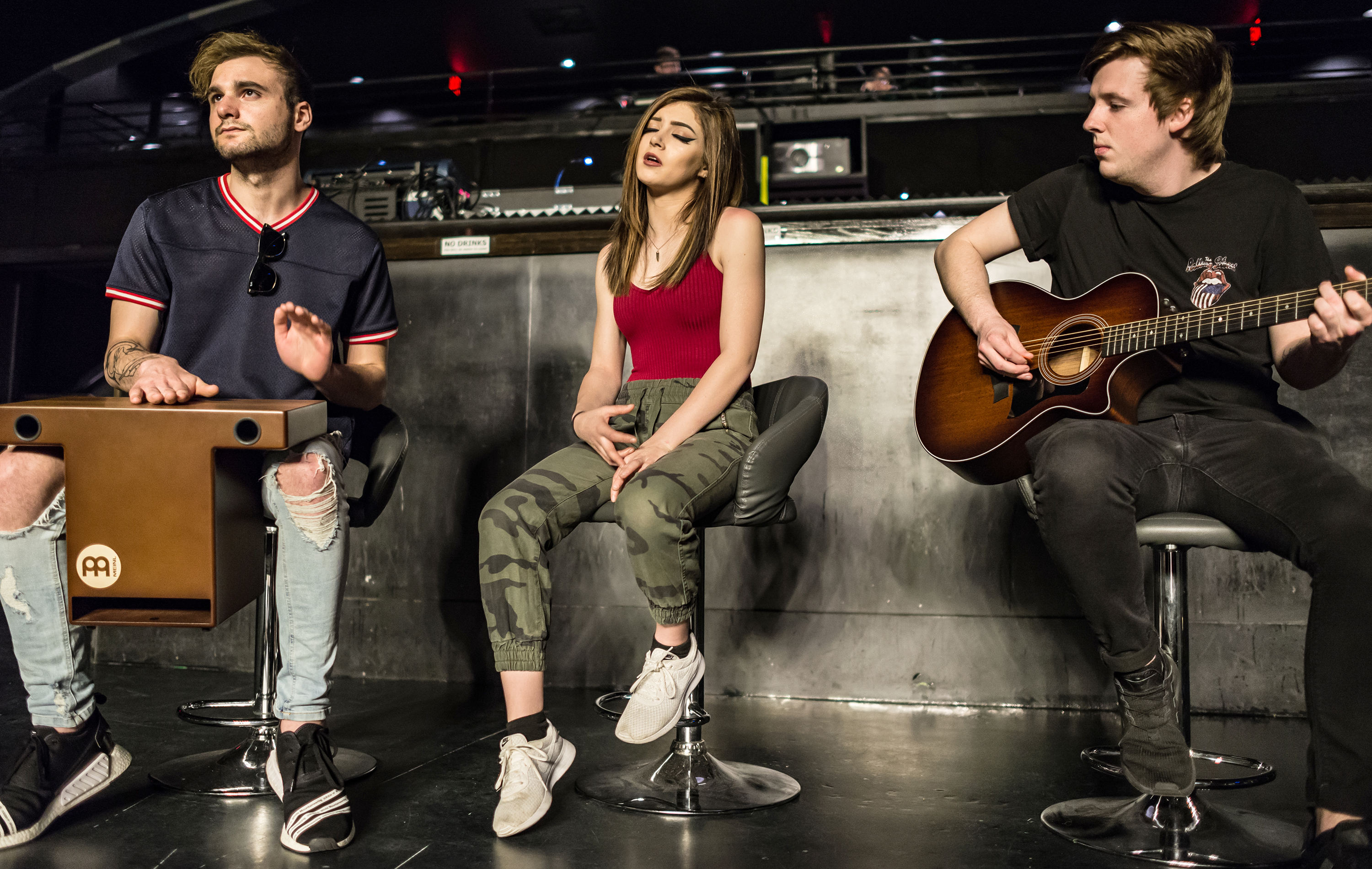
克莉希·寇斯坦薩與逆流而上樂隊的另外兩名成員威爾·費里（左）和丹·高（右）。

直至2012年7月，逆流而上樂隊在YouTube發佈了第一首原創單曲〈思索〉（Thinking），開始受到關注，並獲YouTube翻唱歌手亞歷克斯·古特邀請，一同合唱了貓頭鷹城市與卡莉蕾的歌曲〈美好時光〉，隨即在網上爆紅，一度登上YouTube首頁。寇斯坦薩在後來的訪問中表示，古特的知名度對他們樂隊的竄紅功不可沒，樂隊後來亦因此不斷與知名網路歌手合作，以提升知名度。隨後樂隊翻唱了瑪麗·嘉兒的〈你是我最想要的聖誕禮物〉、蓋文·迪克羅的〈忘不了你〉和賈斯汀·比伯的〈美女與節奏〉，在幾個月內便累計獲得了十萬訂閱。2013年7月，逆流而上樂隊推出了第二首原創單曲〈臆測〉（Guessing），並與古特、山姆·徐和卻·雨果·施賴德等其他網路歌手合作，翻唱了黛咪·洛瓦特的〈心臟病〉和泰勒·斯威夫特的〈二十二歲〉等歌曲。由於寇斯坦薩嗓音嘹亮、樣子甜美，積累了大量人氣，並獲邀到不少當地活動表演，更在同年8月以表演嘉賓身份參與了古特的「與古特一起的夏天」巡迴演唱會。

#### 2014年－2015年：成名
2014年5月，逆流而上樂隊以網上個人出版方式正式發行首張迷你專輯《無限》，即使當時樂隊只是初出道的高中生樂隊，仍登上了《告示牌》 潮流專輯榜，位列第28名。《無限》在商業上的成功令逆流而上樂隊迅速成名，寇斯坦薩亦在6月獲《走進好萊塢》邀請進行訪談。2014年10月，逆流而上樂隊發佈了原創新曲〈重力〉（Gravity），由於樂隊忙於準備世界巡迴演唱會，該曲只用了9天製作，但出乎意料地爆紅。寇斯坦薩隨後獲日本樂隊ONE OK ROCK的主音TAKA邀請合唱單曲〈一廂情願〉（Dreaming Alone），歌曲在美日兩地均引起熱議。 

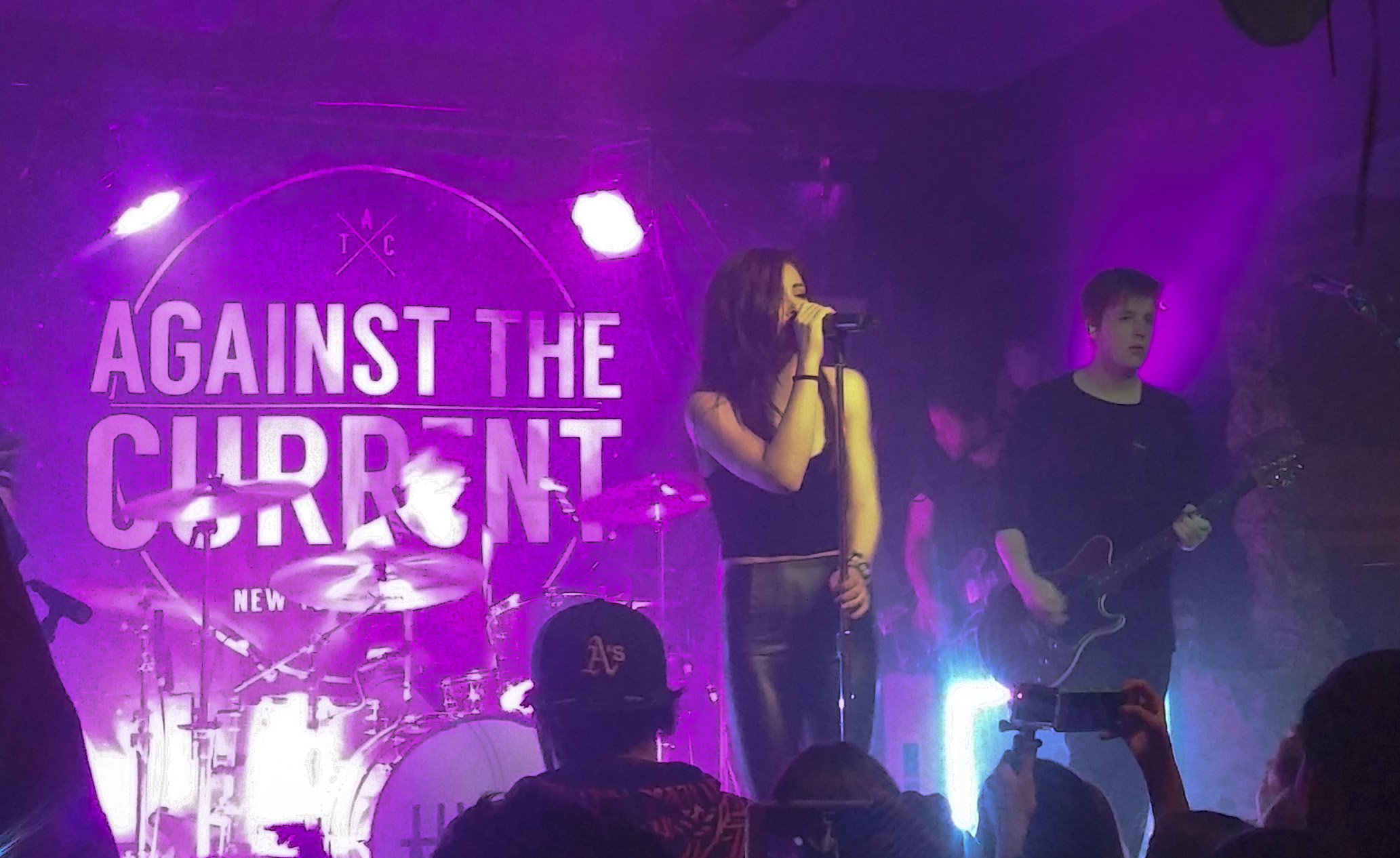
克莉希·寇斯坦薩於2015年「重力世界巡迴演唱會」期間的演出。

2015年2月，樂隊正式發行了與單曲同名的迷你專輯《重力》，該專輯是逆流而上樂隊的第二張迷你專輯。《重力》登上了《告示牌》的另類專輯榜、獨立專輯榜、搖滾音樂榜和潮流專輯榜，分別獲得第23名、第27名、第36名和第4名。除了非常亮眼的商業成績外，《重力》亦打響了逆流而上樂隊和寇斯坦薩的名堂，將她推上了世界舞台。樂隊隨即於同年3月4日被唱片公司拉麵工坊招攬，簽約成為旗下藝人，亦在5月至8月舉行了首場世界巡迴演唱會「重力世界巡迴演唱會」，出訪到亞洲、歐洲和北美洲多國表演。

#### 2015年－2016年：改變風格

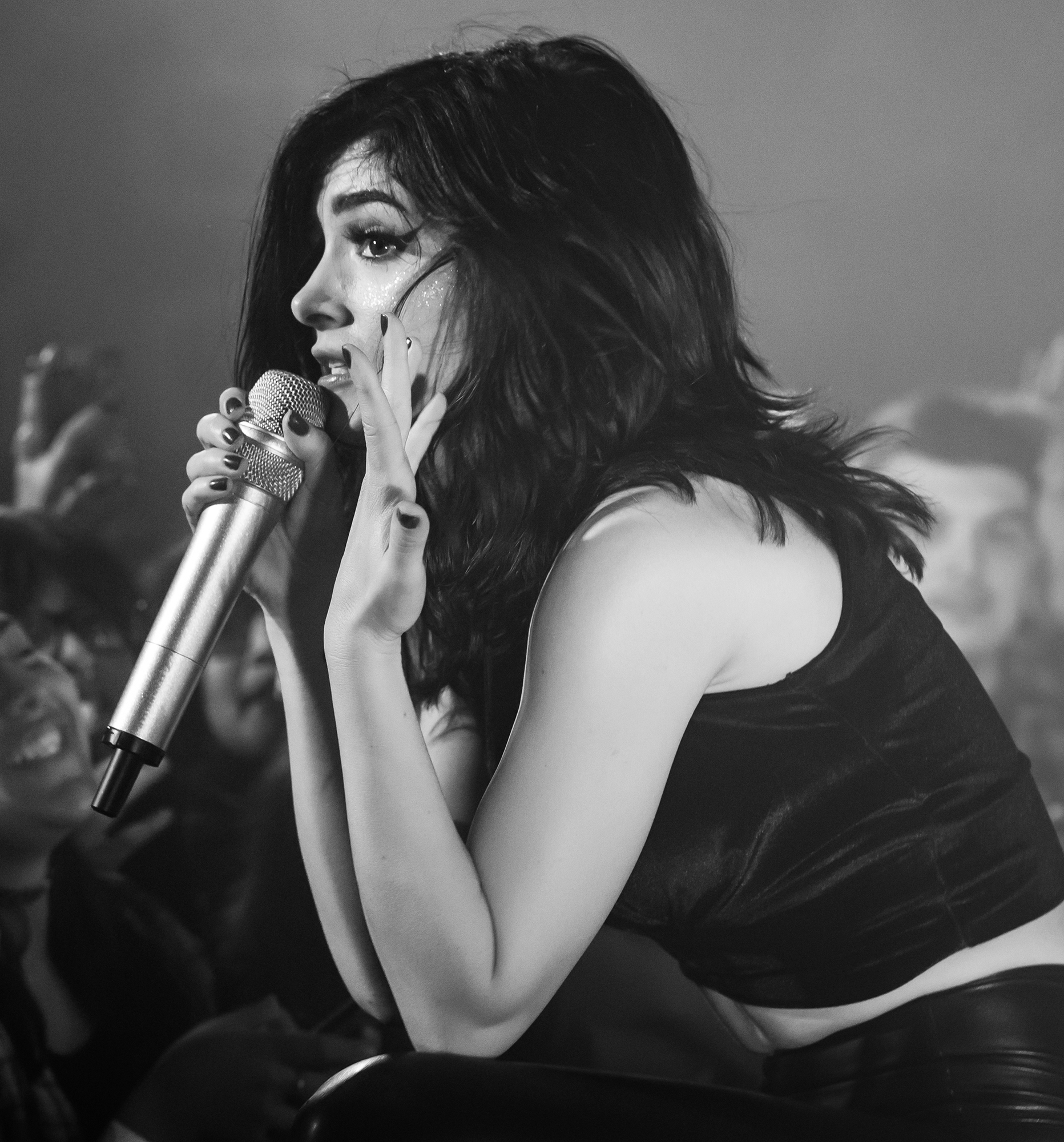
克莉希·寇斯坦薩於2016年在加利福尼亞州西荷里活羅克西劇院表演。

2015年世界巡迴演唱會期間，寇斯坦薩在一次訪問中被問道逆流而上樂隊是屬於哪種類型的樂隊，她當下答不出來，並開始反思。雖然樂隊偏向流行搖滾風格，但又好像介乎流行搖滾和流行龐克之間，而當時甚少有樂隊是走這種模糊路線，通常只會取流行搖滾或龐克其中一種類型。因此，寇斯坦薩決定大膽改變曲風，從純流行搖滾變成流行搖滾和流行龐克兩者混合的獨特風格。2016年，逆流而上樂隊推出了首張正式錄製的專輯《天生反骨》。該專輯的大部份歌曲均大膽運用了搖滾和龐克兩種元素結合的曲風，而歌曲主題和內容也環繞隨心而行和反對社會定型，因此取名為「天生反骨」（In Our Bones）。《天生反骨》獲得媒體和大眾的一致好評，《另類新聞》讚揚《天生反骨》是「完美的流行搖滾作品」，而衛星音樂網歌評人約翰·連儂（John Lennon）更評論指它「完美地打破了近四十年都千篇一律的流行搖滾音樂。」《天生反骨》在歌評網站Discogs上更獲得4.91／5的極高評分。同時，《天生反骨》讓逆流而上樂隊登上了《告示牌》的新藝人排行榜第2名，獲得告示牌熱門潛力、搖滾、另類三個排行榜的前20名，亦奪得英國搖滾和金屬音樂銷售榜亞軍，以及打入歐洲多國的流行榜。除此之外，逆流而上樂隊不但再度與古特合作，擔任其演唱會嘉賓，以及一同翻唱小賈斯汀的〈對不起〉和〈讓我愛你〉兩曲，亦分別與之前未曾合作過的硬蕊龐克歌手泰勒·卡特和加拿大搖滾樂隊王者們合唱〈冷水〉和〈愛你自己〉，可見樂隊曲風的轉變。

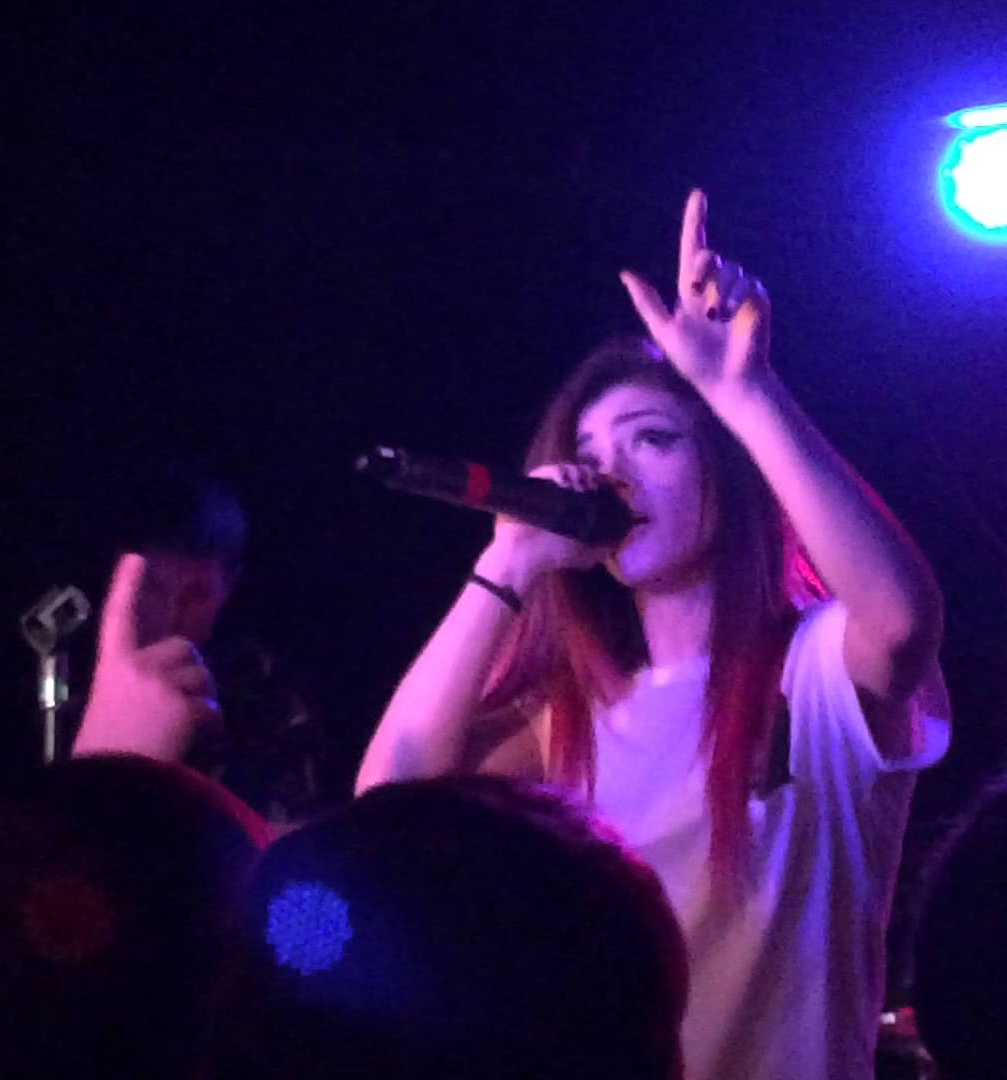
克莉希·寇斯坦薩於2016年在英國列斯大學表演。

在工作方面，2016年6月，寇斯坦薩與逆流而上樂隊獲邀到英國下載節擔任表演嘉賓。同月，英國搖滾音樂雜誌《搖滾之聲》為寇斯坦薩開設新專欄，讓她分享逆流而上樂隊的故事、填詞心得、巡迴演唱會經歷、新專輯的製作過程以及對新興樂隊的寄語和鼓勵。同年夏天，逆流而上樂隊參加了該年度的Warped巡迴音樂節，並從9月開始，寇斯坦薩與逆流而上樂隊進行為期超過一年的「天生反骨世界巡迴演唱會」，到訪亞洲、歐洲、北美洲、大洋洲、中美洲和南美洲共三十多個國家進行了九十二場表演。巡迴演唱會最終於2017年10月18日結束。 

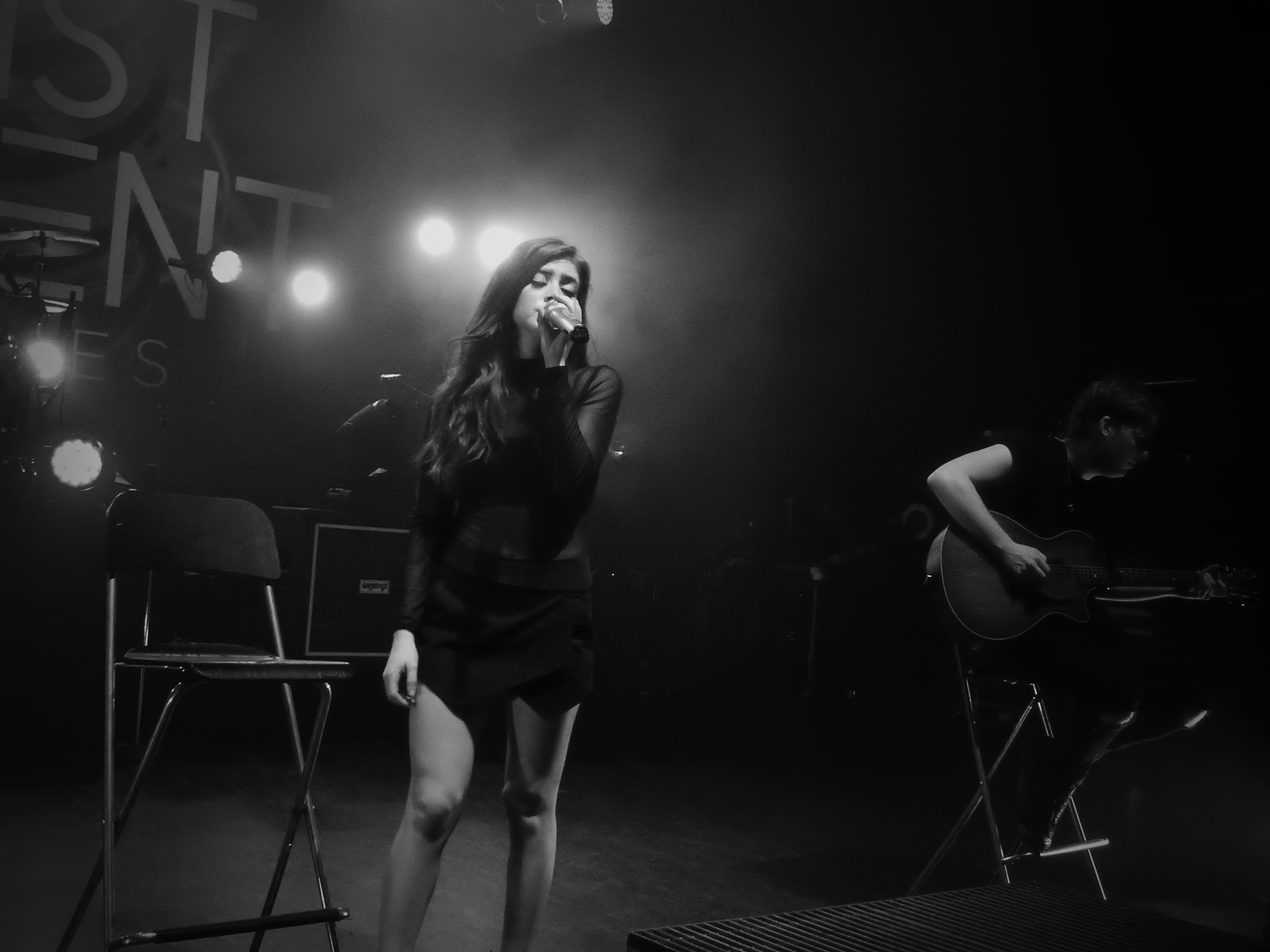
克莉希·寇斯坦薩於2016年在英國倫敦牧羊人叢林帝國音樂廳表演。

#### 2017年－至今：邁向國際
2017年2月，寇斯坦薩獲邀到英國雷丁與列斯搖滾音樂節，與Eminem、繆斯樂隊等同臺演出，她亦是五十八位表演者中的唯一一位女性。同年，由於逆流而上樂隊的新專輯和世界巡迴演唱會均非常成功，正在物色搖滾歌手的遊戲廠商拳頭遊戲遂邀請寇斯坦薩合作打造並演唱單曲〈傳奇永不熄〉，作為英雄聯盟2017賽季全球總決賽的主題曲，而寇斯坦薩出於對英雄聯盟遊戲的熱愛便爽快答應。該曲在網上爆紅，至今累計有將近兩億次的點擊數，被稱為「膾炙人口的經典神曲」。同年4月，寇斯坦薩在科切拉谷音樂藝術節上與艾倫·沃克一同演唱〈傳奇永不熄〉，亦在11月的英雄聯盟2017賽季全球總決賽的開幕禮和閉幕禮上再度現場表演此曲，其中開幕禮的表演由周杰倫鋼琴伴奏。 

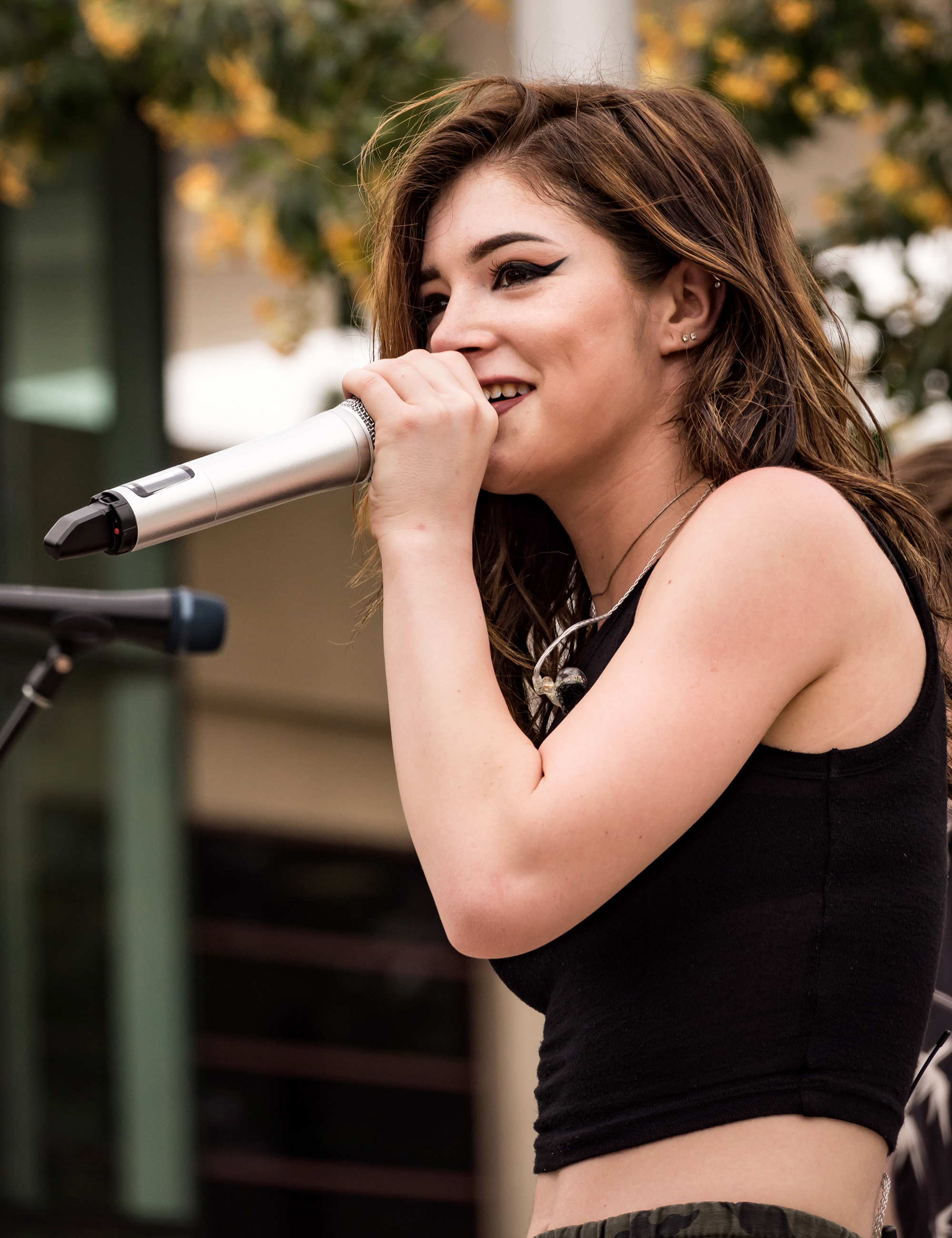
克莉希·寇斯坦薩於2017年在美國加利福尼亞州立大學表演。

2018年5月，逆流而上樂隊推出了〈重回陌路〉（Strangers Again）和〈幾乎忘記〉（Almost Forgot）兩首單曲，並在8月正式推出完整專輯《過往雲煙》，它亦是逆流而上樂隊的第二張錄音室專輯。《過往雲煙》的主題是「回望過後」，因此在轉變曲風數年後，寇斯坦薩決定反璞歸真，沿用樂隊本來的流行搖滾風格，呼應專輯主題。該專輯同樣深獲好評，《告示牌》、《新音樂快遞》和《Upset》等音樂雜誌均給予正面評價。及後，樂隊便將工作重心轉向巡迴表演，先在同年8月進行了為期約半年的「過往雲煙世界巡迴演唱會」，到訪了南美洲、歐洲和亞洲多國，亦到日本錄製Aqua Timez歌曲〈虹〉的翻唱版本作為《過往雲煙》日本版的附加曲目。翌年，寇斯坦薩與逆流而上樂隊亦參加了該年度的Lollapalooza音樂節和南韓仁川五港搖滾音樂節。 

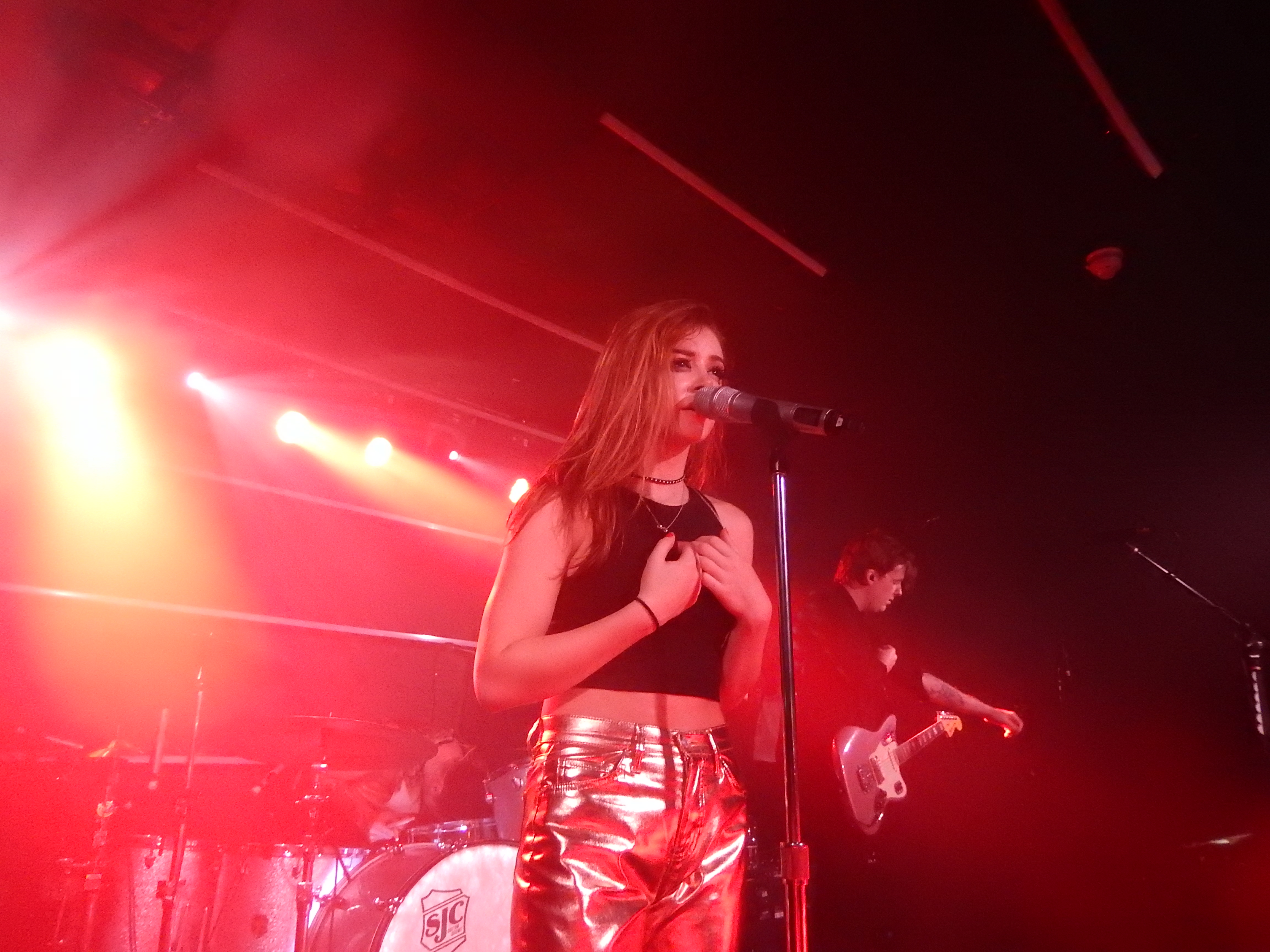
克莉希·寇斯坦薩於2017年在英國倫敦邊界線音樂廳表演。

2019年9月，由於〈傳奇永不熄〉廣受好評，寇斯坦薩再度獲拳頭遊戲邀請，與凱林·羅素合唱2019賽季全球總決賽的主題曲〈涅槃〉，成為目前唯一一位演唱了多於一首英雄聯盟主題曲的歌手，該曲亦再度獲得廣泛好評，寇斯坦薩亦於法國巴黎的英雄聯盟世界大賽決賽上演唱了該曲。同年年底，寇斯坦薩獲Bilibili邀請到中國北京擔任《Bilibili最美的夜》跨年晚會的嘉賓。 

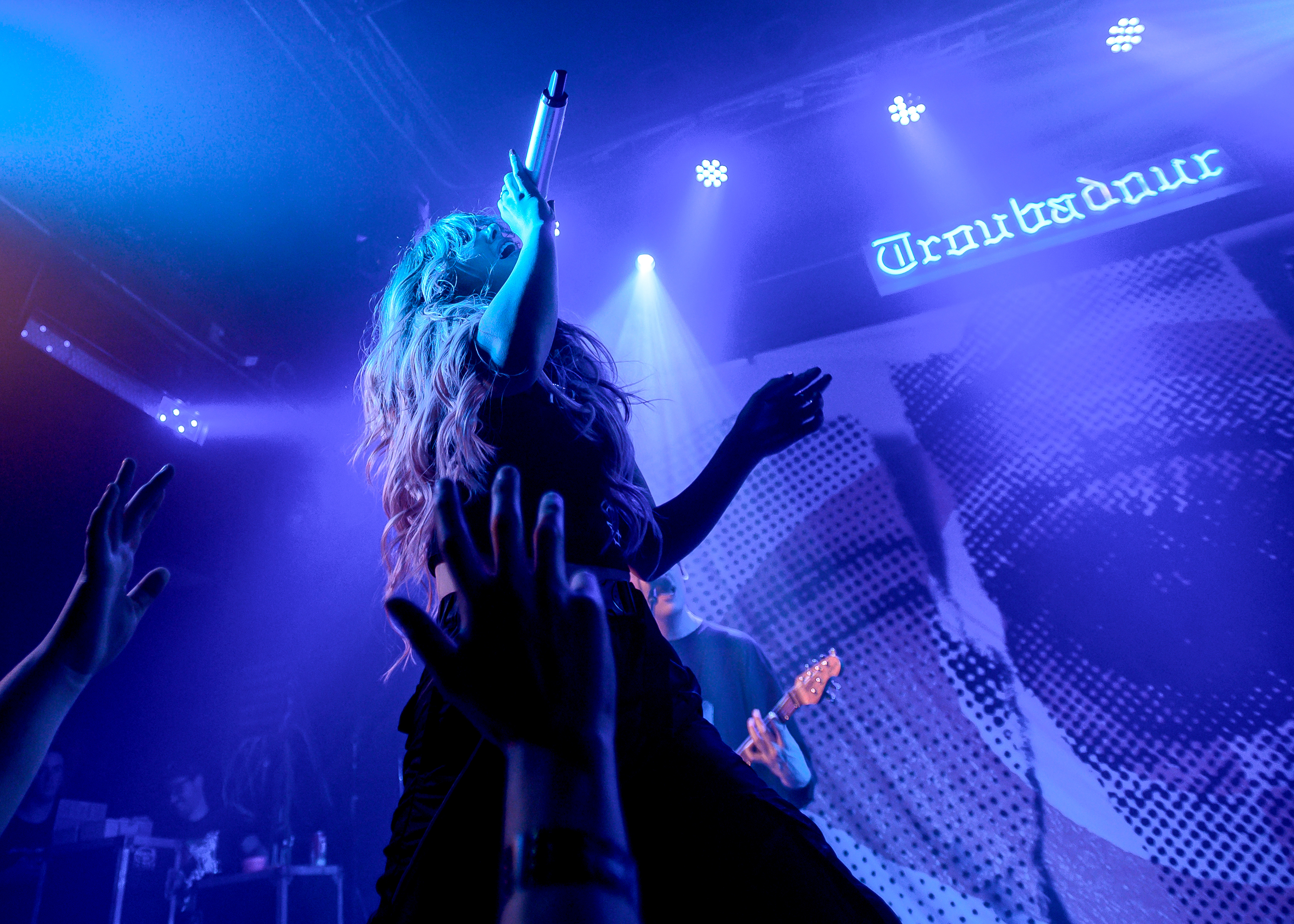
克莉希·寇斯坦薩於2019年在美國加利福尼亞州洛杉磯吟遊詩人夜總會表演。

2020年3月，寇斯坦薩獲日本動畫工作室東寶邀請聲演《我的英雄學院》動畫第四季第二十三集中在文化祭上獻唱的耳郎響香，並錄製了〈Hero too〉和〈Each Goal〉兩首插曲，均收錄於官方的配樂原聲大碟。為《我英》作曲的林友樹因在2019年7月到紐約錄音時偶然聽到並喜歡上寇斯坦薩的歌聲，因此特地邀請她到日本來參與《我英》的配樂製作。該曲在日本廣受歡迎，一度登上了當地的iTunes下載榜第24位，東寶亦於3月21日在YouTube發佈了〈Hero too〉的音樂視頻。同年年底，寇斯坦薩第三度獲拳頭遊戲邀請，為2019賽季世界大賽冠軍隊伍FPX電子競技俱樂部錄製2021年度主題曲〈鳳凰〉（Phoenix）。2021年7月，逆流而上樂隊以數碼下載形式發行第三張迷你專輯《狂熱》。該專輯沿用了樂隊一貫的流行搖滾風格，但寇斯坦薩在演繹方式上作出了新嘗試，例如用了更清脆的嗓音配合電結他來錄製主打歌曲〈那樣不能拯救我們〉（That Won't Save Us），而專輯的主題是人與人之間的温暖，鼓勵聽眾在面對嚴重特殊傳染性肺炎疫情時仍要保持希望。2022年1月，寇斯坦薩再度與英雄聯盟合作，推出單曲〈野火〉（Wildfire）作為2022年英雄聯盟歐洲冠軍聯賽春季賽的宣傳歌曲，並邀請了聯賽評述員Vedius和Drakos擔任客串演唱。
2024年7月19日，寇斯坦薩推出首支個人單曲〈在地獄的七分鐘〉（7 Minutes in Hell），同年12月底，她受邀參與演唱原神瑪薇卡角色PV「玛薇卡：灼火之心」。

### 其他事業
寇斯坦薩除了音樂事業，亦有經營個人YouTube和Twitch頻道。寇斯坦薩原本有想過拍攝一些教授化妝技巧的影片，但因認為不會有人看而放棄，直至她在音樂事業上嶄露頭角，開始有年輕女粉絲詢問其關於化妝和理髮等問題，因此寇斯坦薩於2012年底開設個人YouTube頻道，內容以教授化妝、美容和穿搭技巧為主。後來，她也開始拍攝工作日程和訴說心底話的影片網誌等其他種類的影片，截至2019年9月6日，她的頻道已累計有超過八十萬訂閱、四百多萬次觀看次數。此外，由於寇斯坦薩熱愛電子遊戲，她亦會在Twitch進行實況遊戲直播。
2020年，寇斯坦薩首次擔任節目主持，在美國串流影視平台VENN開設個人節目《招待所》，並擔任主持，每集會邀請不同名人一邊訪問一邊進行遊戲直播，嘉賓包括演員杜明尼·莫納漢、韓國女子組合CLC、(G)I-DLE、NBA籃球員格雷森·艾倫、英雄聯盟電競選手Meteos、音樂家克里斯·揚和梅根·李等。
2023年1月10日，寇斯坦薩宣佈創立電子遊戲工作室「永光世界」（Everlight Worlds），並出任行政總裁。工作室將會推出設定於奇幻世界的MMORPG獨立遊戲「星墜」（Starfalls），該遊戲項目是由她出資設計和參與開發。

## 藝術特色

### 音樂風格
寇斯坦薩曾在《搖滾之聲》訪問中表示，由於她的歌聲嘹亮而硬朗，因此非常適合與聲響較大的搖滾樂器配合。《The Prowler》樂評人拉結·拉波斯卡（Rachel Laposka）亦指正正因為寇斯坦薩擁有如此獨特的聲音，使她可以駕馭不同類型和風格的音樂。
而寇斯坦薩於2015年在接受Fuse電視網訪問時表示很難定性他們的音樂類型。她早期的音樂風格偏向流行搖滾，自2015年起開始改變曲風，採用流行搖滾和流行龐克的混合路線。寇斯坦薩也在訪問中表示她會創作各種不同風格的歌曲，例如從他們的迷你專輯《重力》便可找到流行曲〈重力〉（Gravity）、有較多的搖滾樂元素的〈耐火〉（Fireproof）和風格偏向流行朋克的〈談話〉（Talk）等多種類型的曲目。對此，《另類新聞》評價她的曲風為「多變而大膽」，《搖滾之聲》則指她獨特的音樂風格是對現今搖滾文化的大膽挑戰，而《新音樂快遞》的歌評人阿里·史特拿（Ali Shutler）更稱她將會以她獨特的音樂風格來改變世界。另外，衛星音樂網歌評人約翰·連儂（John Lennon）亦讚揚年輕的寇斯坦薩能表現出完全超乎其年齡的氣場。
寇斯坦薩也是逆流而上樂隊的主詞曲作家，其編曲頗有特色，擅長運用純音樂插奏和停頓，調整歌曲張力和節奏，令歌曲更有代入感，且在歌曲高潮時更能渲染氣氛。歌詞方面，寇斯坦薩所填寫的歌詞大部份都是她和她身邊的人的真實經歷和感受，沒有固定的主題，例如〈天生反骨〉（In Our Bones）是在抗議社會的刻板定型，〈廢墟〉（Wasteland）一曲表達了對現實社會的恐懼和逃避，而〈武器〉（Weapon）則以抑鬱為主題，描寫受精神問題困擾時的內心思緒。寇斯坦薩也有編寫關於愛情的歌曲，例如〈重力〉是寫一個沒法從失戀中走出來的女生，而〈幾乎忘記〉和〈重回陌路〉兩曲則是在描寫被玩弄感情時的內心感受。
寇斯坦薩所編寫的歌曲評價甚高，《另類新聞》曾評價寇斯坦薩所寫的《天生反骨》是「完美的流行搖滾作品」，《告示牌》亦曾讚揚寇斯坦薩的作品能「扣動心弦」，《Dead Press》則指她創作了不少在樂壇上最能吸引人的歌曲，而約翰·連儂更指寇斯坦薩「完美地打破了近四十年都千篇一律的流行搖滾音樂」。但也有批評指寇斯坦薩所寫的歌詞和主題經常重覆，缺乏驚喜。

### 表演特色

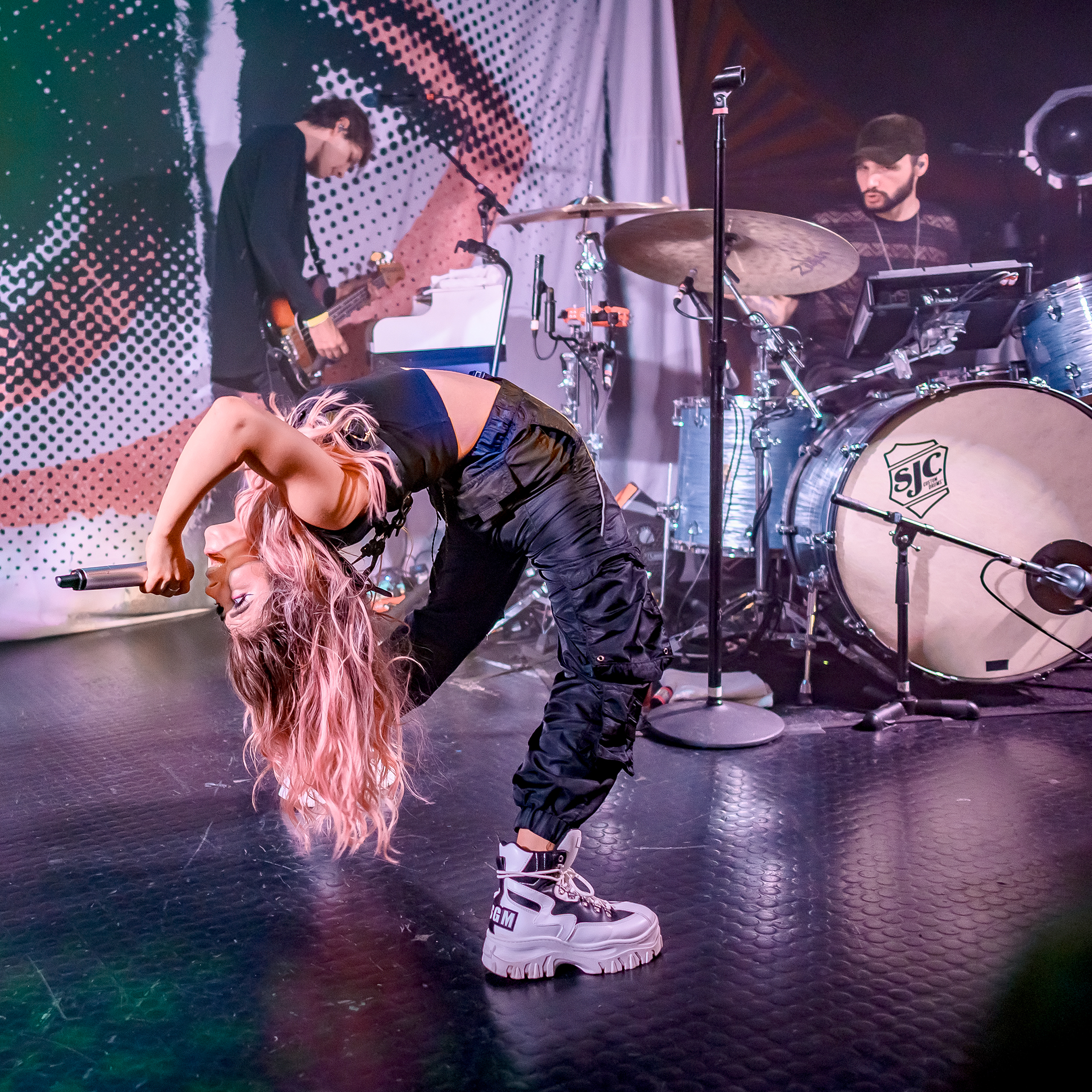
克莉希·寇斯坦薩的招牌後彎動作（Backbend）。

寇斯坦薩在每次演出的高潮位都會做後彎動作，她更曾於2019年表示在過往五年的每一場表演即使生病或受傷她也會堅持下腰後彎，因此後彎也被視為寇斯坦薩的招牌動作。
另外，除了唱歌，寇斯坦薩亦會演奏鋼琴和吉他，並曾多次在表演上和翻唱影片中親自彈琴伴奏。

### 音樂影響
寇斯坦薩自幼便喜歡搖滾音樂。她的母親非常喜歡感恩至死和齊柏林飛船等搖滾樂隊，經常在家中播放他們的歌曲，而她本人較喜歡走龐克搖滾路線的女歌手和樂隊，從小便有聽紅心合唱團、金髮美女等樂隊的歌曲。她的父親則喜歡傳統的流行音樂，例如法蘭基·維里和法蘭·仙納杜拉等意大利裔美國歌手，這些音樂皆對她日後的曲風產生影響。寇斯坦薩亦曾表示自己深受麥當娜、關·史蒂芬妮以及不要懷疑樂團所影響，特別是同樣由女主音史蒂芬妮主導的不要懷疑樂團，寇斯坦薩曾在訪問中表示該樂團是她最主要的音樂啟蒙，不僅參考了其音樂風格，也大大啟發了作為搖滾樂隊女主音的她。她也曾指她的部分創作靈感源自海莉·威廉斯，且很欣賞威廉斯追求音樂夢的勇氣和堅強。此外，寇斯坦薩非常喜歡約翰·梅爾和姬蒂·派莉的歌曲。但寇斯坦薩也曾在訪問中指逆流而上樂隊之所以成功，是因為他們沒有固定的模仿對象，而是集眾歌手和樂隊之大成，亦表示不希望跟隨其他歌手的風格，活在別人的影子下，反而希望能創出自己的獨有個性。
另一邊廂，寇斯坦薩對樂壇有著一定的影響力。即使寇斯坦薩所建立的逆流而上樂隊只是缺乏資源的高中生樂隊，出道後不久仍能在歐美地區迅速成名，其專輯更在多個排行榜上名列前茅，三度舉辦世界巡迴演唱會，並獲得來自世界各地的工作機會。寇斯坦薩也被《Kerrang!》稱為「勇敢前衞的領導者」，帶領樂隊登上世界舞台，「撰寫著樂隊的未來」，而《新音樂快遞》則評論指她將會用獨特的音樂風格改變世界。另外，寇斯坦薩本人三度獲拳頭遊戲邀請為遊戲英雄聯盟演唱主題曲，在電競界爆紅，加上她有不少與電子遊戲相關的工作，因此被不少媒體稱為「電競界最知名的歌手」，亦被《Mixmag》評價為「電競音樂的領頭人物」。同時，寇斯坦薩的經歷啟發了不少年輕人追求音樂夢和籌組樂隊，她也經常為新興樂隊提供建議。寇斯坦薩亦多次在訪談中提及搖滾樂界有非常嚴重的性別差異問題，很多大型音樂節上都只有她一個女歌手。因此她鼓勵更多女性投入搖滾音樂，她也積極協助其他女歌手和搖滾樂隊，例如應樂隊元旦日女主音艾絲·科斯特羅（Ash Costello）的要求，與她共同編寫2019年新曲〈閉嘴〉（Shut Up），以提升樂隊的知名度。

## 感情生活
2015年，克莉希·寇斯坦薩與樂隊在人群中的吉他手卡麥隆·赫爾利開始交往，但於2019年8月因發現男方出軌而分手，結束四年感情。

## 音樂作品

### 錄音室專輯
| 名稱         | 專輯內容                                                                | 排行榜 | 排行榜    | 排行榜    | 排行榜    | 排行榜 | 排行榜 |
| 名稱         | 專輯內容                                                                | 美國   | 美國 另類 | 美國 搖滾 | 美國 熱潮 | 加拿大 | 英國   |
| ------------ | ----------------------------------------------------------------------- | ------ | --------- | --------- | --------- | ------ | ------ |
| 《天生反骨》 | - 發行日期：2016年5月20日 - 唱片公司：拉麵工坊 - 規格：CD，數位音樂下載 | 181    | 15        | 20        | 2         | 83     | 28     |
| 《過往雲煙》 | - 發行日期：2018年9月28日 - 唱片公司：拉麵工坊 - 規格：CD，數位音樂下載 | —      | —         | —         | —         | —      | 86     |

### 迷你專輯
| 名稱                          | 專輯內容                                                                | 排行榜    | 排行榜    | 排行榜    | 排行榜    |
| 名稱                          | 專輯內容                                                                | 美國 另類 | 美國 獨立 | 美國 專輯 | 美國 熱潮 |
| ----------------------------- | ----------------------------------------------------------------------- | --------- | --------- | --------- | --------- |
| 《無限》                      | - 發行日期：2014年5月27日 - 唱片公司：個人出版 - 規格：CD，數位音樂下載 | —         | —         | —         | 28        |
| 《無限》 （不插電表演）       | - 發行日期：2014年11月27日 - 唱片公司：個人出版 - 規格：數位音樂下載    | —         | —         | —         | —         |
| 《重力》                      | - 發行日期：2015年2月17日 - 唱片公司：個人出版 - 規格：CD，數位音樂下載 | 23        | 27        | 36        | 4         |
| 《重力》 （不插電表演第二版） | - 發行日期：2015年7月10日 - 唱片公司：個人出版 - 規格：數位音樂下載     | —         | —         | —         | —         |
| 《狂熱》                      | - 發行日期：2021年7月23日 - 唱片公司：拉麵工坊 - 規格：數位音樂下載     | —         | —         | —         | —         |

### 個人單曲
| 年份 | 名稱                                | 收錄專輯                                   |
| ---- | ----------------------------------- | ------------------------------------------ |
| 2012 | 〈思索〉（Thinking）                        | 非專輯單曲                                 |
| 2013 | 〈臆測〉（Guessing）                        | 非專輯單曲                                 |
| 2013 | 〈近點，快點〉（Closer, Faster）                  | 《無限》（EP）                             |
| 2015 | 〈重力〉（Gravity）                        | 《重力》（EP）                             |
| 2015 | 〈局外人們〉（Outsiders）                    | 非專輯單曲                                 |
| 2015 | 〈談話〉（Talk）                        | 《重力》                                   |
| 2016 | 〈野性共舞〉（Running With The Wild Things）                    | 《天生反骨》                               |
| 2016 | 〈逃亡〉（Runaway）                        | 《天生反骨》                               |
| 2016 | 〈荒原〉（Wasteland）                        | 《天生反骨》                               |
| 2016 | 〈年輕不妥協〉（Young & Relentless）                  | 《天生反骨》                               |
| 2017 | 〈傳奇永不熄〉 （Legends Never Die）                 | 非專輯單曲                                 |
| 2018 | 〈幾乎忘記〉（Almost Forgot）                    | 《過往雲煙》                               |
| 2018 | 〈重回陌路〉（Strangers Again）                    | 《過往雲煙》                               |
| 2018 | 〈私人〉（Personal）                        | 《過往雲煙》                               |
| 2018 | 〈聲音〉（Voices）                        | 《過往雲煙》                               |
| 2019 | 〈涅槃〉（ft. 凱林·羅素）（）       | 非專輯單曲                                 |
| 2020 | 〈Each Goal〉                       | 《我的英雄學院》電視動畫第四季配樂原聲大碟 |
| 2020 | 〈Hero too〉                        | 《我的英雄學院》電視動畫第四季配樂原聲大碟 |
| 2020 | 〈那樣不能拯救我們〉（That Won't Save Us）            | 《狂熱》（EP）                             |
| 2021 | 〈武器〉（weapon）                        | 《狂熱》（EP）                             |
| 2021 | 〈一次又一次〉（again&again）                  | 《狂熱》（EP）                             |
| 2022 | 〈野火〉（Wildfire）                        | 非專輯單曲                                 |
| 2022 | 〈不顧一切〉（Blindfold）                    | 非專輯單曲                                 |
| 2024 | 〈在地獄的七分鐘〉（7 Minutes in Hell）              | 非專輯單曲                                 |
| 2024 | 〈玛薇卡：灼火之心〉(Blazing Heart) | 非專輯單曲                                 |

### 翻唱歌曲
| 年份 | 名稱                                                    | 合唱／混搭                                                              |
| ---- | ------------------------------------------------------- | ----------------------------------------------------------------------- |
| 2012 | 〈美好時〉（原唱者為貓頭鷹城市和卡莉蕾）                | 亞歷克斯·古特                                                           |
| 2012 | 〈忘不了你〉（原唱者為蓋文·迪克羅）                     | 亞歷克斯·古特                                                           |
| 2012 | 〈最後一夜〉（原唱者為魔力紅）                          | 亞歷克斯·古特、朱莉婭·詩亞、盧克·康納德、查德·蘇格、魅力小姐、科里·格雷 |
| 2012 | 〈無法喘氣〉（原唱者為凱莉·克萊森）                     | 亞歷克斯·古特                                                           |
| 2012 | 〈你是我最想要的聖誕禮物〉（原唱者為瑪麗亞·凱莉）       |                                                                         |
| 2013 | 〈美女與節奏〉（原唱者為小賈斯汀）                      | 亞歷克斯·古特、卻·雨果·施賴德                                           |
| 2013 | 〈心臟病〉（原唱者為黛咪·洛瓦特）                       | 山姆·徐、卻·雨果·施賴德                                                 |
| 2013 | 〈二十二歲〉（原唱者為泰勒絲）                          | 亞歷克斯·古特、山姆·徐、卻·雨果·施賴德、King The Kid樂隊                |
| 2013 | 〈巧克力〉（原唱者為1975樂團）                          |                                                                         |
| 2014 | 〈紅色〉（原唱者為泰勒絲）                              |                                                                         |
| 2014 | 〈回憶太清晰〉（原唱者為泰勒絲）                        |                                                                         |
| 2014 | 〈她看起來如此完美〉（原唱者為到暑五秒）                |                                                                         |
| 2014 | 〈找你〉（原唱者為捷德）                                | 亞歷克斯·古特                                                           |
| 2014 | 〈不有趣嗎〉（原唱者為帕拉摩爾樂團）                    |                                                                         |
| 2014 | 〈照片〉（原唱者為五分錢合唱團）                        | 亞歷克斯·古特                                                           |
| 2014 | 〈習慣〉（原唱者為托芙蘿）                              |                                                                         |
| 2014 | 〈想變得更好〉（原唱者為歡樂看台）                      | 特·瑞迪·塞特                                                            |
| 2014 | 〈通通甩掉〉（原唱者為泰勒絲）                          | 卻·雨果·施賴德                                                          |
| 2014 | 〈數星星〉（原作者為共和世代）                          | 亞歷克斯·古特                                                           |
| 2015 | 〈放克名流〉（原作者為馬克·朗森）                       | Set If Off                                                              |
| 2015 | 〈當我們再相見〉（原作者為威茲·哈利法 feat. 查理·普斯） |                                                                         |
| 2015 | 〈淚光閃閃〉（原唱者為夏川里美）                        |                                                                         |
| 2015 | 〈我真的很喜歡你〉（原唱者為卡莉·蕾·杰普森）            | MAX、卻·雨果·施賴德                                                     |
| 2016 | 〈橋下之水〉（原唱者為阿黛爾）                          |                                                                         |
| 2016 | 〈對不起〉（原唱者為小賈斯汀）                          | 亞歷克斯·古特、卻·雨果·施賴德                                           |
| 2016 | 〈年少輕狂〉（原唱者為殺手樂隊）                        |                                                                         |
| 2016 | 〈讓我愛你〉（原唱者為DJ蛇王和小賈斯汀）                | 亞歷克斯·古特、卻·雨果·施賴德                                           |
| 2016 | 〈冷水〉（原唱者為激光少校）                            | 泰勒·卡特                                                               |
| 2016 | 〈愛的故事〉（原唱者為泰勒絲）                          |                                                                         |
| 2016 | 〈青年〉（原唱者為我的另類羅曼史）                      |                                                                         |
| 2016 | 〈愛你自己〉（原唱者為小賈斯汀）                        | 王者們                                                                  |
| 2017 | 〈靠近我〉（原唱者為老菸槍雙人組）                      | 亞歷克斯·古特                                                           |
| 2017 | 〈2U〉（原作者為大衛·庫塔 feat. 小賈斯汀）              | 亞歷克斯·古特                                                           |

### 客串歌曲
| 年份 | 名稱               | 樂隊              | 收錄專輯       | 參      |
| ---- | ------------------ | ----------------- | -------------- | ------- |
| 2018 | 〈只想說什麼〉（"Just What to Say"） | 儀表盤自白樂團    | 《彎影》       | [ 120 ] |
| 2020 | 〈鳳凰〉（"Phoenix"）       | FPX電子競技俱樂部 | 單曲           | [ 73 ]  |
| 2021 | 〈浪漫性災難〉（"Romantic Disaster"） | 小蓮花            | 《ERRØR BØY》  | [ 121 ] |
| 2022 | 〈半空〉（"Half Empty"）       | State Champs      | 《新紀元之王》 | [ 122 ] |
| 2022 | 〈年青人〉（"Teenagers"）     | The Summer Set    | 單曲           | [ 123 ] |
| 2024 | 〈難以呼吸〉（"Barely Breathing"）   | 從灰燼到新        | 《Blackout》   | [ 124 ] |

## 影視作品
| 年份 | 作品         | 角色     | 備註       |
| ---- | ------------ | -------- | ---------- |
| 2020 | 我的英雄學院 | 耳郎響香 | 聲演；1集  |
| 2020 | 招待所       | 自己     | 主持；83集 |
| 2024 | 原神         | 瑪薇卡   | 角色PV     |

## 榮譽
| 年份 | 頒獎單位   | 獎項         | 結果 | 備註                   |
| ---- | ---------- | ------------ | ---- | ---------------------- |
| 2019 | 搖滾之聲獎 | 最佳國際藝人 | 獲獎 | 以逆流而上樂隊團體身份 |

## 註腳
1. ↑  此曲雖與英雄聯盟2019賽季世界大賽主題曲〈涅槃〉同名，但兩者是不同的歌曲。

## 外部連結
- 逆流而上樂隊官方網站
- 克莉希·寇斯坦薩的Instagram帳戶
- 克莉希·寇斯坦薩的X（前Twitter）
- 克莉希·寇斯坦薩的Facebook專頁
- 克莉希·寇斯坦薩的Twitch频道
- 克莉希·寇斯坦薩在互联网电影资料库（IMDb）上的資料（英文）